# Halgania solanacea
Halgania solanacea är en strävbladig växtart som beskrevs av Ferdinand von Mueller. Halgania solanacea ingår i släktet Halgania och familjen strävbladiga växter. Inga underarter finns listade i Catalogue of Life.